# Хайбах-об-дер-Донау
Хайбах-об-дер-Донау (нем. Haibach ob der Donau) — коммуна (нем. Gemeinde) в Австрии, в федеральной земле Верхняя Австрия. 
Входит в состав округа Эфердинг.  Население составляет 1293 человека (на 31 декабря 2005 года). Занимает площадь 26 км². Официальный код  —  40505.

## Политическая ситуация
Бургомистр коммуны — Йозеф Эккер (АНП) по результатам выборов 2003 года.
Совет представителей коммуны (нем. Gemeinderat) состоит из 19 мест.
- АНП занимает 11 мест.
- СДПА занимает 7 мест.
- АПС занимает 1 место.